# فينس هيل (مغني)
فينس هيل (بالإنجليزية: Vince Hill)‏ هو مغني وكاتب أغاني ومنتج أسطوانات بريطاني، ولد في 16 أبريل 1937 في هولبروكس ‏ في المملكة المتحدة.

## وصلات خارجية
- فينس هيل على موقع IMDb (الإنجليزية)
- فينس هيل على موقع ميوزك برينز (الإنجليزية)
- فينس هيل على موقع ديسكوغز (الإنجليزية)
- فينس هيل على موقع كينوبويسك (الروسية)